# Ircabetum
Ircabetum (Irkabtum; r. ca. meados do século XVII a.C. - cronologia média) foi o rei de Iamade (Halabe) em sucessão de seu pai Niquemiepu.

## Reinado
Ircabetum é referido num fragmento duma antiga carta hitita, mas é conhecido primariamente através dos tabletes de Alalaque. Ele envolveu-se na compra e venda de cidades e vilas com seu rei vassalo Amitacum de Alalaque de modo a ajustar as fronteiras compartilhadas entre eles e realizou campanha na região de Nastarbi, a leste do rio Eufrates, contra os príncipes hurritas que rebelaram-se contra Iamade, um episódio importante para datar alguns casos legais sobreviventes do período.
Ircabetum é conhecido por ter concluído um tratado de paz com Semuna, o rei dos habirus em nome de seu vassalo, o Reino de Alalaque, indicando a importância e perigo destes guerreiros autônomos na região. Em data desconhecida, Ircabetum faleceu e foi sucedido por Hamurabi II, cuja filiação é desconhecida. Ircabetum possivelmente foi pai do futuro rei Iarinlim III, embora também possa ter sido seu irmão.